# Radoš Čubrić

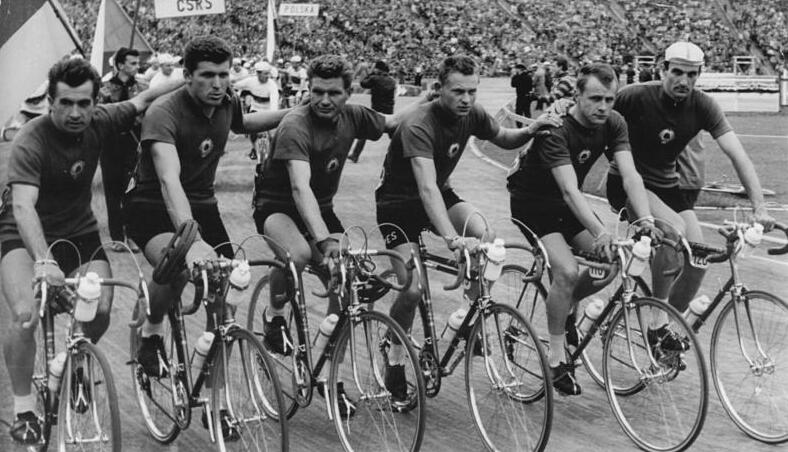
Von links: Alois Bajc, Radoš Čubrić, Ivan Levačić, Andrej Boltežar, Janez Žirovnik und Toma Milenkovic

Radoš Čubrić (* 20. Januar 1934 in Kraljevo; † 20. August 2017 ebenda) war ein Radrennfahrer aus dem früheren Jugoslawien und Teilnehmer der Olympischen Spiele.

## Sportliche Laufbahn
Čubrić war von 1954 bis 1979 als Radsportler aktiv. Er war schon in früher Jugend sportlich aktiv, zunächst als Torhüter beim örtlichen Fußballverein, seit 1954 als Radsportler. Am 1. Mai 1953 hatte er ein Rennen für Unorganisierte gewonnen, daraufhin wurde er vom Trainer des Vereines Metalica Kraljevo für den Radsport entdeckt. Er blieb dem Verein sein Leben lang verbunden, Angebote zu größeren Vereinen wie Partizan Belgrad zu wechseln, schlug er aus. Da er in der Landwirtschaft arbeitete, hatte er wenig Zeit und trainierte auf sich allein gestellt in der Regel in den Abendstunden bei langen Ausfahrten.
Radoš Čubrić gewann 1966 und 1970 die Jugoslawien-Rundfahrt und war 1966, 1967 und 1970 Mitglied der Siegerteams mit der Nationalmannschaft Jugoslawiens. Ein weiteres Rennen, in dem er sich auszeichnete, war die Serbien-Rundfahrt (Kroz Srbiju). Hier feierte er 1965 und 1970 den Gesamtsieg, den letzten Triumph errang er mit 36 Jahren (er gewann damals auch die Bergwertung). In diesem Rennen erreichte er insgesamt fünf Podestplätze in der Gesamtwertung (neben seinen zwei Siegen drei dritte Plätze in den Jahren 1963, 1966 und 1968).
Acht Mal (1961–1962, 1964–1967, 1970, 1972) nahm er an der Internationalen Friedensfahrt teil. 1967 war der 23. Rang seine beste Platzierung. Er fuhr auch die Tour de l’Avenir und Rundfahrten in Italien, Österreich, der DDR, Algerien, Tunesien, der Schweiz, Bulgarien, Marokko, England, Rumänien und Kanada, bei denen er auch einige Etappensiege verzeichnen konnte. 1965 wurde er Vize-Meister Jugoslawiens im Straßenrennen.
Čubrić nahm an den Olympischen Sommerspielen 1972 in München teil, im Straßenrennen belegte er Platz 43. Im Mannschaftszeitfahren wurde sein Team 21. Für die Spiele 1968 war er ebenfalls vorgesehen, konnte aber durch einen schweren Sturz, den er erlitt, als er von einem Bus angefahren wurde, lange nicht trainieren und verpasste die Spiele. Bei den UCI-Straßen-Weltmeisterschaften 1966 auf dem Nürburgring belegte er im Straßenrennen der Amateure den 53. Platz.
Er war Teilnehmer an den Straßenradsport-Weltmeisterschaften im Jahr 1967 und wurde 27. im Einzelrennen, sowie 16. im Mannschaftszeitfahren. In späteren Jahren nahm er an den Weltmeisterschaften der Senioren teil und wurde 2005 in St. Johann in seiner Kategorie (er war 71 Jahre alt) Dritter.
Nach der Jugoslawien-Rundfahrt 1972 trat er aus der Nationalmannschaft zurück, bestritt aber weiterhin Rennen für seinen Verein Metalica Kraljevo. 1979 bestritt er mit 45 Jahren letztmals die Serbien-Rundfahrt, gemeinsam mit seinen beiden Söhnen. Čubrić selbst berichtete über die Schwierigkeiten, die in der jugoslawischen Nationalmannschaft durch ständige Rivalitäten zwischen Slowenen, Kroaten und Serben entstanden und der Mannschaft einige Siege kosteten. Ein besonderes Verhältnis hatte er als Serbe zu den Fahrern aus der damaligen Sowjetunion. So half er nach eigenen Angaben während der Internationalen Friedensfahrt 1961 Juri Melichow in einer kritischen Situation, dessen Führung zu verteidigen. Im Gegenzug unterstützten ihn die sowjetischen Fahrer bei der Jugoslawien-Rundfahrt gegen Attacken slowenischer Fahrer aus seinem eigenen Team.

## Berufliches
Čubrić wuchs in der Landwirtschaft seiner Eltern auf, die er später übernahm und weiter führte. Nebenbei arbeitete er als Trainer und Mechaniker seines Vereins.

## Familiäres
Radoš Čubrić ist der Vater von Rajko Čubrić und Radiša Čubrić, die beide ebenfalls Radsportler waren und beide auch an Olympischen Spielen teilnahmen.

## Ehrungen
Radoš Čubrić wurde Ehrenbürger von Kraljevo und mit dem jugoslawischen „Verdienstorden für das Volk“ ausgezeichnet.